# امامزاده طاهر (اسلامشهر)
امامزاده طاهر با قدمت صفویان به شمارهٔ ثبت ۱۰۸۰۵ در تاریخ ۱۳۸۲/۱۱/۰۲ به ثبت آثار ملی ایران رسید. این امامزاده در شهرستان اسلامشهر، بخش چهاردانگه در محوطه گورستان روستای چهار دانگه قرار دارد.